# Теива, Тереза
Тереза Теива (англ. Teresia Teaiwa, урождённая Терезия Киуэа Теива (англ. Teresia Kieuea Teaiwa), 12 августа 1968 — 21 марта 2017) — кирибати и афроамериканская учёный, поэтесса, активистка и наставник. Теива получила признание за свою новаторскую работу в области тихоокеанских исследований. Её исследовательские интересы в этой области охватывают современные проблемы Фиджи, феминизм и женский активизм в Тихоокеанском регионе, современную тихоокеанскую культуру и искусство, а также педагогику в тихоокеанских исследованиях. «Антиядерный активист, защитник независимости Западного Папуа и критик милитаризма», Теива укрепила множество связей в Тихоокеанском регионе и была очень влиятельным голосом в делах Океании. Её стихи по-прежнему широко публикуются.
Газета The Guardian в 2009 году назвала Теиву, имеющую банабанские, табитеуанские и рабийские корни, «национальной иконой» Кирибати.

## Биография
Тересия Киеуа Теива родилась в Гонолулу, Гавайи, и выросла в Суве, Фиджи. Её отец был кирибати из Банабы, а мать была афроамериканкой. У неё было две сестры, Катерина Теива и Мария Теива-Резерфорд. Она успешно училась в средней школе Святого Иосифа.
Теива получила степень бакалавра искусств в Тринити-Вашингтонском университете в Вашингтоне, округ Колумбия, и степень магистра искусств в Гавайском университете в Маноа. Вместе с тезисным комитетом, состоящим из Джеймса Клиффорда, Анджелы Дэвис и Барбары Эпштейн, она защитила докторскую диссертацию по истории самосознания в Калифорнийском университете в Санта-Крузе на тему «Милитаризм, туризм и туземцы: артикуляции в Океании».
В 1996 году Теива отказалась от работы в Гринпис, чтобы занять свою первую должность лектора в Южнотихоокеанском университете в Суве, Фиджи, по просьбе Тихоокеанских исследований и тонганского учёного Эпели Хауофа. Она преподавала историю и политику в течение пяти лет. На протяжении всего этого времени Теива участвовала в интеллектуальных сообществах, возникших в университетской среде, таких как Коллектив писателей Niu Waves, Движение за безъядерный и независимый тихоокеанский регион и Гражданский конституционный форум.
В 2000 году она переехала в Новую Зеландию, чтобы преподавать бакалавриатскую программу по изучению Тихого океана в Университете Виктории в качестве директора программы. В 2016 году она стала директором Va’aomanū Pasifika, где преподаются программы Victoria’s Pacific и Samoan Studies. Она также была соредактором Международного феминистского политического журнала.
В сентябре 2021 года книга Теивы «Пот и солёная вода» была опубликована в Новой Зеландии издательством Victoria University of Wellington Press. Книга представляет собой сборник её самых известных эссе, стихов и научных статей о её крупном вкладе и приверженности Тихоокеанскому региону и его народам. Название книги взято из цитаты, которую Хауофа опубликовал в своём эссе 1988 года «Океан в нас», в котором он заявил: «Мы потеем и плачем солёной водой, поэтому мы знаем, что океан действительно у нас в крови».

### Награды
В 2010 году Теива получила премию Маколея от Гавайского университета. В 2015 году она выиграла Народную премию Тихоокеанского региона в области образования, в 2014 году Тереза получила премию Виктории за выдающиеся достижения в области преподавания, и как первая женщина Океании была награждена премией Ако Аотеароа за выдающиеся достижения в области преподавания.
Наследие Теивы в Университете Виктории в Веллингтоне включает в себя ряд успешных учебных инициатив, в том числе «Акамай» для студентов 100-го уровня, в которых студенты могут выбрать творческую интерпретацию своей работы. Теива считала, что «Акамай» помог студентам понять, что искусство и перформанс являются частью интеллектуального наследия Тихоокеанского региона.

## Смерть
Теива умерла от рака 21 марта 2017 года. У неё остались муж и двое детей.

## Частичная библиография

### Академические работы
Сборник работ Терезы Теивы, доступный в открытом доступе, составлен Алексом Голубом. Кроме того, в августе 2021 года издательство University of Hawaiʻi Press планировало опубликовать посмертный сборник её произведений «Пот и солёная вода: избранные произведения».
Авторские произведения
- 2015. What Makes Fiji Women Soldiers? Context, Context, Context. Intersections: Gender and Sexuality in Asia and the Pacific 37.
- 2014. Porirua market with Susana and Jessie, 2009 and a trip to market with Margaret,
- 2007. In “Baninnur: A Basket of Food, 2014″. Black Market Press 36.
- 2013. “Dyed in Paru”, “Makariri”, and “Draft Manifesto for a Feminist Asthmatic in Aotearoa” (three poems). 4th Floor Literary Journal.
- 2012. disarmed (13 poems, including audio). Queensland Art Gallery for the Asia Pacific Triennial.
- 2010. The Thing About It Is... (Part of Special Section “Essays in Honor of Epeli Hau‘ofa”). The Contemporary Pacific 22 (1): 105-108.
- 2006. On Analogies: Rethinking the Pacific in a Global Context. The Contemporary Pacific 18 (1): 71-87.
- 2006.  The Classroom as Metaphorical Canoe: Co-operative Learning in Pacific Studies. World Indigenous Nations Higher Education Consortium.
- 2005. Articulated Cultures: Militarism and Masculinities in Fiji During the Min 1990s. Fijian Studies 3(2): 201-222
- 2004. Review of The Network Inside Out, by Annelise Riles. The Contemporary Pacific 16 (2): 443-45.
- 2002. Review of Te Rii ni Banaba. Journal of the Polynesian Society 111(4):402-405.
- 2001. An Analysis of The Current Political Crisis in Fiji. In Coup: Reflections on the Political Crisis in Fiji, edited by Brij Lal and Michael Peters, p. 31-34. Canberra: Pandanus Press. (N.B. This link is to the 2008 reissue of this book by ANU Epress).
- 2001. Review of Compassionate Exile by Bob Madey and Larry Thomas. The Contemporary Pacific 13 (1): 302-06.
- 2000. Review of Gauguin's Skirt, by Stephen F. Eisenman. Pacific Studies 23(1&2):103-111.
- 1997. Review of Speaking to Power: Gender and Politics in the Western Pacific, by Lynn B Wilson. The Contemporary Pacific 9 (1): 290-94.
- 1997. Learning...to Love it: Some thoughts on Teaching History. The History Teacher: Magazine of the Queensland History Teachers’ Association 35(1):1-7.
- 1996. Review of A New Oceania: Rediscovering Our Sea of Islands, edited by Eric Waddell, Vijay Naidu, and Epeli Hau’ofa. The Contemporary Pacific 8 (1): 214-17.
- 1994. bikinis and other s/pacific n/oceans. The Contemporary Pacific 6 (1): 87-109.

Соавторство
- 2016. Dvorak, Greg, Delihna Ehmes, Evile Feleti, James Perez Viernes, and Teresia Teaiwa. Gender in the Pacific. Volume 2 of Teaching Oceania Series, edited by Monica LaBriola. Honolulu: Center for Pacific Islands Studies, University of Hawai‘i–Mānoa.
- 2013. Teaiwa, T. and Slatter, Claire. Samting nating: Pacific waves at the margins of feminist security studies. International Studies Perspectives, 14(4):447-450.
- 2012. Kihleng, E. and Teaiwa, T. Review of The Orator/O Le Tulafale [feature film]. The Contemporary Pacific 24 (2): 434-438.
- 2010. Teaiwa, T., and Marsh, S. T. Albert Wendt's Critical and Creative Legacy in Oceania: An Introduction. The Contemporary Pacific 22 (2): 233-248.
- 2006. Peggy Fairbairn-Dunlop[англ.]; Asmar, Christine; Teaiwa, Teresia; Davidson-Toumu’a, Ruth.  Inventory of Pacific Research at Victoria University of Wellington 1999-2005. Faculty of Humanities and Social Sciences: Victoria University of Wellington.
- 2006. Teaiwa, Teresia and Malakai Koloamatangi. Democracy and Its Prospects in the Pacific. In Pacific Futures, edited by Michael Powles, 20-35. Canberra: Pandanus Books.
- 2005. Teaiwa, Teresia and Sean Mallon. Ambivalent Kinships? Pacific People in New Zealand. In New Zealand Identities: Departures and Destinations, edited by James H. Liu et al., 207-229.
- 1994. Ochoa, María and Teresia Teaiwa. Introduction to “Enunciating our Terms: Women of Color in Collaboration and Conflict”. Inscriptions 7.
- James Liu, Tim McCreanor, Tracey McIntosh[англ.] and Teresia Teaiwa (eds), New Zealand Identities: Departures and Destinations. Wellington: Victoria University Press, 2005.

### Художественная литература
- 1995. Teaiwa, Teresia. Searching for Nei Nim'anoa (poetry), 1995
- Teaiwa, Teresia. I can see Fiji: poetry and sound (CD of poetry), featuring Des Mallon, sound design by Hinemoana Baker
- Vilsoni Hereniko[англ.] and Teresia Teaiwa, Last virgin in paradise: a serious comedy, 2001, ISBN 982-02-0317-1
- Teaiwa, Teresia. "Real Natives Talk about Love" (creative non-fiction), in Niu Voices: Contemporary Pacific Fiction 1. Wellington: Huia, 2006: 35–40. ISBN 1-86969-254-3
- Teaiwa, Teresia. Sweat and Salt Water (Book) 2021 ISBN 9781776564347